# Chen Lin (Ming)
Chen Lin (陳璘), 1543–1607, est un général et amiral chinois de la dynastie Ming, né dans la ville de Shaoguan de la province du Guangdong. Il réprime les révoltes Chaozhou et Yingde de 1562 dans la province de Guangdong et est ensuite promu au shoubei de Guangdong. 
Chen Lin est envoyé en 1598 pour aider à repousser les Japonais avec l'amiral coréen Yi Sun-sin lors de la guerre Imjin du daimyo Toyotomi Hideyoshi. Cette aide est une réponse à la demande de la dynastie Joseon.
Après avoir fait campagne en Corée, Chen est promu et prend le contrôle des troupes dans le Hunan et le Guangdong. Il dirige des troupes contre les peuples Miao à Zunyi dans la province de Guizhou et réprime le soulèvement des Miao (Hmong).
Chen Lin meurt de causes naturelles. Ses descendants sont répartis dans les provinces du Guangdong, de Guangxi et du Sichuan. Un de ses petits-fils, Chen Yongsu, s'installe en Corée.

## Source de la traduction
- (en) Cet article est partiellement ou en totalité issu de l’article de Wikipédia en anglais intitulé « Chen Lin (Ming) » (voir la liste des auteurs).